# جيراقجي
جيراقجي هي مدينة ومركز مقاطعة جيراقجي في ولاية قشقداريا في أوزبكستان.